# Vesperopterylus
Vesperopterylus (il cui nome significa "ala del crepuscolo") è un genere estinto di pterosauro anurognathide vissuto nel Cretaceo inferiore, circa 122 milioni di anni fa (Aptiano), nell'attuale Cina, rendendolo il membro geologicamente più recente del suo gruppo. Il genere contiene una singola specie, ossia V. lamadongensis, basata su di un singolo esemplare quasi completo e articolato.  Il nome Vesperopterylus deriva dalla parola latina vesper che significa crepuscolo e la parola in greco antico pteron che significa ala. Il nome specifico, lamadongensis, si riferisce invece a Lamadong, dove è stato ritrovato il fossile.
Nella pubblicazione originaria il nome conteneva un errore materiale, essendo scritto Versperopterylus, in seguito corretto dagli autori, in concordanza con il Codice internazionale di nomenclatura zoologica.

## Descrizione

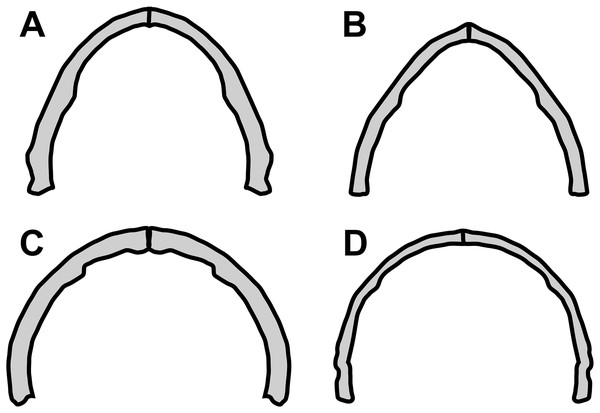
Variazione nella forma della mascella negli anurognatidi, Vesperopterylus (D)

L'unico esemplare noto di Vesperopterylus è costituito da un esemplare quasi completo e articolato, depositatosi sul suo lato sinistro. L'esemplare manca di alcune vertebre cervicali e dell'omero destro. Il cranio è conservato in vista ventrale mostrando bene la forma e le proporzioni, ma è schiacciato e difficile da interpretare, ad eccezione della mandibola, che presenta la tipica forma a C o U, in vista ventrale, come le mandibole delle rane. Il cranio è notevolmente corto e largo, e piccolo se comparato al resto del corpo. I denti del Vesperopterylus erano piccoli, conici e leggermente ricurvi, e sembrano essere limitati alla parte centrale delle fauci.
Il collo e il tronco dell'animale sono relativamente lunghi, mentre la coda è incredibilmente corta, essendo inferiore alla metà della lunghezza dell'omero, in contrasto con i suoi parenti stretti senza coda (Jeholopterus) e dalla lunga coda (Dendrorhynchoides). Entrambe le ali sono quasi complete, mancando solamente dell'omero destro. Le ossa delle braccia sono piuttosto robuste mentre le mani sono relativamente corte, rispetto al quarto dito che sostiene l'ala, piuttosto allungato. Sebbene lo scheletro sia in gran parte articolato, entrambe le ali e una gamba sembrano essersi allontanate dal resto del corpo. L'ala destra è scivolata via dal corpo, finendo al di là del piede destro. Anche l'ala sinistra si è allontanata dal corpo, finendo in torsione intorno alla testa e al collo. La gamba destra è rimasta in articolazione con i fianchi, mentre la gamba sinistra si è allontanata dal corpo finendo sotto l'ala sinistra. Grazie alla completezza dell'esemplare, la sua apertura alare è stata stimata a poco meno di un metro (39 pollici).
Caratteristica piuttosto inusuale dell'animale, è il primo dito del piede che sembra essere stato in grado di opporsi alle altre dita divenendo prensile. I piedi degli anurognatidi e dei non-pterodactyloidi hanno cinque dita, con le dita I-IV in gran parte simili nell'anatomia, e con il dito V perlopiù separato dal resto del piede e integrato nell'uropatagio. Entrambi i piedi del Vesperopterylus, mostrano il primo dito, omologo al nostro alluce, puntato nella direzione opposta alle altre dita.

## Classificazione
Nel 2021, un'analisi filogenetica condotta da Xuefang Wei e colleghi ha recuperato Vesperopterylus all'interno della sottofamiglia Anurognathinae, una sottofamiglia all'interno della famiglia Anurognathidae. All'interno di questa sottofamiglia, Vesperopterylus è stato recuperato in una posizione derivata, come taxon gemello di Anurognathus. Di seguito è riportato un cladogramma che rappresenta la loro analisi filogenetica:
|  | Sinomacrops bondei     |
|  |                        |
|  | Batrachognathus volans |
|  |                        |

|  | Jeholopterus ningchengensis                                                           |
|  |                                                                                       |
|  | \| \| Anurognathus ammoni \| \| \| \| \| \| Vesperopterylus lamadongensis \| \| \| \| |
|  |                                                                                       |
|  | Anurognathus ammoni                                                                   |
|  |                                                                                       |
|  | Vesperopterylus lamadongensis                                                         |
|  |                                                                                       |

|  | Anurognathus ammoni           |
|  |                               |
|  | Vesperopterylus lamadongensis |
|  |                               |

|  | Jeholopterus ningchengensis                                                           |
|  |                                                                                       |
|  | \| \| Anurognathus ammoni \| \| \| \| \| \| Vesperopterylus lamadongensis \| \| \| \| |
|  |                                                                                       |
|  | Anurognathus ammoni                                                                   |
|  |                                                                                       |
|  | Vesperopterylus lamadongensis                                                         |
|  |                                                                                       |

|  | Anurognathus ammoni           |
|  |                               |
|  | Vesperopterylus lamadongensis |
|  |                               |

|  | Jeholopterus ningchengensis                                                           |
|  |                                                                                       |
|  | \| \| Anurognathus ammoni \| \| \| \| \| \| Vesperopterylus lamadongensis \| \| \| \| |
|  |                                                                                       |
|  | Anurognathus ammoni                                                                   |
|  |                                                                                       |
|  | Vesperopterylus lamadongensis                                                         |
|  |                                                                                       |

|  | Anurognathus ammoni           |
|  |                               |
|  | Vesperopterylus lamadongensis |
|  |                               |

|  | Jeholopterus ningchengensis                                                           |
|  |                                                                                       |
|  | \| \| Anurognathus ammoni \| \| \| \| \| \| Vesperopterylus lamadongensis \| \| \| \| |
|  |                                                                                       |
|  | Anurognathus ammoni                                                                   |
|  |                                                                                       |
|  | Vesperopterylus lamadongensis                                                         |
|  |                                                                                       |

|  | Anurognathus ammoni           |
|  |                               |
|  | Vesperopterylus lamadongensis |
|  |                               |

|  | Sinomacrops bondei     |
|  |                        |
|  | Batrachognathus volans |
|  |                        |

|  | Jeholopterus ningchengensis                                                           |
|  |                                                                                       |
|  | \| \| Anurognathus ammoni \| \| \| \| \| \| Vesperopterylus lamadongensis \| \| \| \| |
|  |                                                                                       |
|  | Anurognathus ammoni                                                                   |
|  |                                                                                       |
|  | Vesperopterylus lamadongensis                                                         |
|  |                                                                                       |

|  | Anurognathus ammoni           |
|  |                               |
|  | Vesperopterylus lamadongensis |
|  |                               |

|  | Jeholopterus ningchengensis                                                           |
|  |                                                                                       |
|  | \| \| Anurognathus ammoni \| \| \| \| \| \| Vesperopterylus lamadongensis \| \| \| \| |
|  |                                                                                       |
|  | Anurognathus ammoni                                                                   |
|  |                                                                                       |
|  | Vesperopterylus lamadongensis                                                         |
|  |                                                                                       |

|  | Anurognathus ammoni           |
|  |                               |
|  | Vesperopterylus lamadongensis |
|  |                               |

|  | Jeholopterus ningchengensis                                                           |
|  |                                                                                       |
|  | \| \| Anurognathus ammoni \| \| \| \| \| \| Vesperopterylus lamadongensis \| \| \| \| |
|  |                                                                                       |
|  | Anurognathus ammoni                                                                   |
|  |                                                                                       |
|  | Vesperopterylus lamadongensis                                                         |
|  |                                                                                       |

|  | Anurognathus ammoni           |
|  |                               |
|  | Vesperopterylus lamadongensis |
|  |                               |

|  | Jeholopterus ningchengensis                                                           |
|  |                                                                                       |
|  | \| \| Anurognathus ammoni \| \| \| \| \| \| Vesperopterylus lamadongensis \| \| \| \| |
|  |                                                                                       |
|  | Anurognathus ammoni                                                                   |
|  |                                                                                       |
|  | Vesperopterylus lamadongensis                                                         |
|  |                                                                                       |

|  | Anurognathus ammoni           |
|  |                               |
|  | Vesperopterylus lamadongensis |
|  |                               |

|  | Sinomacrops bondei     |
|  |                        |
|  | Batrachognathus volans |
|  |                        |

|  | Jeholopterus ningchengensis                                                           |
|  |                                                                                       |
|  | \| \| Anurognathus ammoni \| \| \| \| \| \| Vesperopterylus lamadongensis \| \| \| \| |
|  |                                                                                       |
|  | Anurognathus ammoni                                                                   |
|  |                                                                                       |
|  | Vesperopterylus lamadongensis                                                         |
|  |                                                                                       |

|  | Anurognathus ammoni           |
|  |                               |
|  | Vesperopterylus lamadongensis |
|  |                               |

|  | Jeholopterus ningchengensis                                                           |
|  |                                                                                       |
|  | \| \| Anurognathus ammoni \| \| \| \| \| \| Vesperopterylus lamadongensis \| \| \| \| |
|  |                                                                                       |
|  | Anurognathus ammoni                                                                   |
|  |                                                                                       |
|  | Vesperopterylus lamadongensis                                                         |
|  |                                                                                       |

|  | Anurognathus ammoni           |
|  |                               |
|  | Vesperopterylus lamadongensis |
|  |                               |

|  | Jeholopterus ningchengensis                                                           |
|  |                                                                                       |
|  | \| \| Anurognathus ammoni \| \| \| \| \| \| Vesperopterylus lamadongensis \| \| \| \| |
|  |                                                                                       |
|  | Anurognathus ammoni                                                                   |
|  |                                                                                       |
|  | Vesperopterylus lamadongensis                                                         |
|  |                                                                                       |

|  | Anurognathus ammoni           |
|  |                               |
|  | Vesperopterylus lamadongensis |
|  |                               |

|  | Jeholopterus ningchengensis                                                           |
|  |                                                                                       |
|  | \| \| Anurognathus ammoni \| \| \| \| \| \| Vesperopterylus lamadongensis \| \| \| \| |
|  |                                                                                       |
|  | Anurognathus ammoni                                                                   |
|  |                                                                                       |
|  | Vesperopterylus lamadongensis                                                         |
|  |                                                                                       |

|  | Anurognathus ammoni           |
|  |                               |
|  | Vesperopterylus lamadongensis |
|  |                               |

|  | Sinomacrops bondei     |
|  |                        |
|  | Batrachognathus volans |
|  |                        |

|  | Jeholopterus ningchengensis                                                           |
|  |                                                                                       |
|  | \| \| Anurognathus ammoni \| \| \| \| \| \| Vesperopterylus lamadongensis \| \| \| \| |
|  |                                                                                       |
|  | Anurognathus ammoni                                                                   |
|  |                                                                                       |
|  | Vesperopterylus lamadongensis                                                         |
|  |                                                                                       |

|  | Anurognathus ammoni           |
|  |                               |
|  | Vesperopterylus lamadongensis |
|  |                               |

|  | Jeholopterus ningchengensis                                                           |
|  |                                                                                       |
|  | \| \| Anurognathus ammoni \| \| \| \| \| \| Vesperopterylus lamadongensis \| \| \| \| |
|  |                                                                                       |
|  | Anurognathus ammoni                                                                   |
|  |                                                                                       |
|  | Vesperopterylus lamadongensis                                                         |
|  |                                                                                       |

|  | Anurognathus ammoni           |
|  |                               |
|  | Vesperopterylus lamadongensis |
|  |                               |

|  | Jeholopterus ningchengensis                                                           |
|  |                                                                                       |
|  | \| \| Anurognathus ammoni \| \| \| \| \| \| Vesperopterylus lamadongensis \| \| \| \| |
|  |                                                                                       |
|  | Anurognathus ammoni                                                                   |
|  |                                                                                       |
|  | Vesperopterylus lamadongensis                                                         |
|  |                                                                                       |

|  | Anurognathus ammoni           |
|  |                               |
|  | Vesperopterylus lamadongensis |
|  |                               |

|  | Jeholopterus ningchengensis                                                           |
|  |                                                                                       |
|  | \| \| Anurognathus ammoni \| \| \| \| \| \| Vesperopterylus lamadongensis \| \| \| \| |
|  |                                                                                       |
|  | Anurognathus ammoni                                                                   |
|  |                                                                                       |
|  | Vesperopterylus lamadongensis                                                         |
|  |                                                                                       |

|  | Anurognathus ammoni           |
|  |                               |
|  | Vesperopterylus lamadongensis |
|  |                               |

## Paleobiologia
Il Vesperopterylus è l'anurognathide geologicamente più recente, vissuto circa 120 milioni di anni fa, ed è uno dei due o tre esemplari noti dal Cretaceo. Uno di questi è un esemplare senza nome ritrovato in rocce sedimentarie vicino alla città di Sinuiju, nella Corea del Nord L'altro possibile esemplare è il Dendrorhynchoides, originariamente descritto come proveniente dalla Formazione Yixian, ma successivamente assegnato alla Formazione Tiaojishan, risalente al Giurassico medio.